# Paisaje Cultural (Japón)
Un paisaje cultural (文化的景観 bunkateki keikan) es un paisaje del Japón que ha evolucionado junto con el modo de vida y las características geoculturales de una región y que es indispensable para comprender el estilo de vida del pueblo japonés, y que está reconocido por el Gobierno en virtud del punto 5 del párrafo 1 del artículo 2 de la Ley de protección de los bienes culturales (1950). Los Paisajes Culturales de valor especialmente alto pueden ser designados como Paisajes Culturales Importantes (重要文化的景観 Jūyō bunkateki keikan); al 31 de mayo de 2017 existen cincuenta y un paisajes de este tipo.
Los gobiernos locales que están a cargo de los Paisajes culturales designados pueden obtener asistencia financiera de la Agencia para Asuntos Culturales para realizar encuestas y otras investigaciones, la preparación de planes de conservación, mantenimiento, reparación, paisajismo, restauración, prevención de desastres y actividades promocionales y educativas.

## Antecedentes
La investigación sobre los paisajes culturales comenzó antes de la Segunda Guerra Mundial con una creciente preocupación por su desaparición. La investigación histórica sobre shōen y la ingeniería rural, la investigación científica de los accidentes geográficos y los estudios para la planificación urbana y rural han aumentado desde entonces. El movimiento de protección de los paisajes culturales también se ha visto influido por la Ley de Medidas Especiales para la Conservación de los Rasgos Naturales Históricos de las Ciudades Antiguas (1966), la tendencia internacional a reconocer los "paisajes culturales" en el marco de la Convención del Patrimonio Mundial, la designación en 1980 del monte Hakusan, el monte Ōdaigahara y el monte Ōmine, las Tierras Altas de Shiga y Yakushima como Reserva de la biosfera de la UNESCO, la designación de Monumentos de Japón e iniciativas tales como los 100 campos de arroz de cultivo aterrazados seleccionados en Japón. Entre 2000 y 2003 se realizó un estudio para definir el concepto de "paisaje cultural" e identificar su distribución, con 2311 áreas identificadas en la primera fase y 502 seleccionadas para la segunda, siendo 180 de particular importancia.

## Criterios de selección de los paisajes culturales importantes
Los paisajes culturales importantes se designan según los siguientes tipos:
- Paisajes culturales de tipo único asociados con
  - la agricultura, como los arrozales, las tierras de cultivo, etc.
  - pastizales artificiales o ganadería como campos de heno, pastizales, etc.
  - bosques como los bosques maderables, los bosques para la prevención de catástrofes, etc.
  - pesquerías como balsas de cultivo de peces, campos de cultivo de algas nori, etc.
  - usos del agua como embalses, vías fluviales, puertos, etc.
  - la minería o la fabricación industrial, como minas, canteras, grupos de talleres, etc.
  - transporte y comunicaciones como carreteras, plazas, etc.
  - residencias y asentamientos tales como muros de piedra, setos, matorrales adheridos a locales, etc.
- una combinación de dos o más de los paisajes culturales mencionados.

## Lista de paisajes culturales importantes

### Uso
Una visión general de lo que se incluye en la tabla y la forma de ordenar es la siguiente:
- Nombre: el nombre en inglés utilizado por la Agencia de Asuntos Culturales[6] y el nombre japonés registrado en la Base de Datos de Bienes Culturales Nacionales.[2]
- Criterios: los criterios de selección para la designación como Paisaje Cultural Importante.
- Observaciones: observaciones generales
- Ubicación: "nombre de la ciudad nombre de la prefectura"; Las entradas de columna clasifican como "nombre de la prefectura nombre de la ciudad".
- Año: año de designación como Paisaje Cultural Importante
- Imagen: imagen de (parte de) el Paisaje Cultural Importante

### Lista
| Nombre | Criterios                  | Observaciones | Ubicación                              | Año    | Imagen                                                                          |
| --- | -------------------------- | --- | -------------------------------------- | ------ | ------------------------------------------------------------------------------- |
| Paisaje cultural a lo largo del río Sarugawa resultante de Ainu. La tradición y la Solución moderna (アイヌの伝統と近代開拓による沙流川流域の文化的景観 ainu no dentō to kindai kaitaku ni yoru sarugawa ryūiki no bunkateki keikan?)                                        | 2                          | El litigio sobre la Presa Nibutani vio la defensa de los derechos Ainu en un caso histórico (1997). | Biratori, Hokkaidō                     | 2007   | A simple thatched house.                                                        |
| Pueblo de la granja del área de Hondera, Ichinoseki (一関本寺の農村景観 ichinoseki hondera no nōson keikan?) | 1.1, 1.8, 2                | Administrado desde el período Heian tardío hasta el período Muromachi temprano como el dominio del Sutra Repositorio Steward de Chuson-ji; en el período Edo formó parte del dominio de Sendai.           | Ichinoseki, Iwate                      | 2006   |                                                                                 |
| Granja de ganado de los altos de Tono Arakawa y aldea de Tsuchibuchi Yamaguchi (遠野 荒川高原牧場 土淵山口集落 Tōno Arakawakōgen bokujō tsuchibuchi yamaguchi shūraku?) | 1.2                        | Pasto histórico importante | Tōno, Iwate                            | 2008/9 |                                                                                 |
| Paisaje de movimientos de bienes y personas en el río Mogami y el paisaje urbano de Aterazawa (最上川の流通・往来及び左沢町場の景観 mogamigawa no ryūtsū ōrai oyobi aterazawamachiba no keikan?)                                                                             | 1.5, 1.7, 1.8, 2           | | Ōe, Yamagata                           | 2013   |                                                                                 |
| Paisaje fluvial en la confluencia del río Tone y el Watarase (利根川・渡良瀬川合流域の水場景観 Tonegawa-Watarasegawa gōryūiki mizuba keikan?) | 1.1, 1.8, 2                | | Itakura, Gunma                         | 2011   |                                                                                 |
| Paisaje de las aldeas rurales donde se originó la minería de oro en Nishimikawa, Sado (佐渡西三川の砂金山由来の農山村景観 Sado Nishimikawa no sakin yurai no nōsanson keikan?)                                                                                               | 1.1, 1.5, 1.6, 1.8, 2      | | Sado, Niigata                          | 2011   |                                                                                 |
| Paisaje cultural del pueblo minero y minero en Aikawa (Sado) (佐渡相川の鉱山及び鉱山町の文化的景観 sado aikawa no kōzan oyobi kōzanmachi no bunkateki keikan?) | 1.8, 1.9, 1.10, 2          | | Sado, Niigata                          | 2015   |                                                                                 |
| Paisaje cultural en Kanazawa. La tradición y la cultura en la ciudad del castillo (金沢の文化的景観 城下町の伝統と文化 Kanazawa no bunkateki keikan; jōkamachi no dentō to bunka?)                                                                                           | 1.5, 1.7, 1.8              | Kanazawa es un renombrado centro de artesanía japonesa. | Kanazawa, Ishikawa, Ishikawa           | 2010   |                                                                                 |
| Paisaje de la aldea de Magaki (cerca de bambú) en Ozawa y Kami Ozawa (大沢・上大沢の間垣集落景観 Ōzawa Kami Ōzawa no magaki shūraku keikan?) | 1.1, 1.10, 2               | | IshikawaWajima, Ishikawa               | 2015   |                                                                                 |
| Terrazas de arroz en Obasute (姨捨の棚田 Obasute no tanada?) | 1.1                        | | Nagano Chikuma, Nagano                 | 2010   |                                                                                 |
| Paisaje cultural de la aldea de Kosuge y el monte Kosuge (小菅の里及び小菅山の文化的景観 kosuge no sato oyobi kosugeyama no bunkateki keikan?) | 1.3, 1.5, 1.8, 2           | | Chikuma (Nagano) Nagano Iiyama, Nagano | 2015   |                                                                                 |
| Paisaje cultural de Gifu en la cuenca central del río Nagara (長良川中流域における岐阜の文化的景観 nagara-gawa chūryūiki ni okeru gifu no bunkateki keikan?) | 1.3, 1.4, 1.7, 1.8, 2      | | Gifu, Gifu                             | 2014   |                                                                                 |
| Humedal en Ōmi-hachiman (近江八幡の水郷 Ōmi Hachiman no suigō?) | 1.5, 1.8                   | Barrio ribereño de la antigua ciudad castillo. | Shiga Ōmihachiman, Shiga               | 2006   |                                                                                 |
| Línea de costa de Kaizu, Nishihama y Chinai en la ciudad de Takashima (高島市海津・西浜・知内の水辺景観 Takashima-shi Kaizu Nishihama Chinai no mizube keikan?) | 1.5, 1.7                   | | Takashima, Shiga                       | 2008   |                                                                                 |
| La línea de costa de Harie y Shimofuri en la ciudad de Takashima (高島市針江・霜降の水辺景観 Takashima-shi Harie Shimofuri no mizube keikan?) | 1.5, 1.8, 2                | | Shiga Takashima, Shiga                 | 2010   |                                                                                 |
| Paisaje a la orilla del lago en Sugaura (菅浦の湖岸集落景観 sugaura no kogan shūraku keikan?) | 1.1, 1.3, 1.7, 1.8, 2      | | Nagahama, Shiga                        | 2014   |                                                                                 |
| Paisaje de aldea de montaña de Higashi Kusano (東草野の山村景観 higashi kusano no sanson keikan?) | 1.5, 1.7, 1.8, 2           | | Maibara, Shiga                         | 2014   |                                                                                 |
| Paisaje a la orilla del lago Ōmizo (大溝の水辺景観 Ōmizo no mizube keikan?) | 1.5, 1.7, 1.8, 2           | | Takashima, Shiga                       | 2015   |                                                                                 |
| Paisaje cultural de Uji (宇治の文化的景観 Uji no bunkateki keikan?) | 2                          | | Uji, Kioto                             | 2009   | River with a bridge and boats.                                                  |
| Paisaje cultural de Miyazu Amanohashidate (宮津天橋立の文化的景観 miyazu amanohashidate no bunkateki keikan?) | 1.4, 1.7, 1.8, 2           | | Miyazu, Kioto                          | 2014   |                                                                                 |
| Paisaje cultural de Okazaki en Kioto (京都岡崎の文化的景観 Kyōto okazaki no bunkateki keikan?) | 1.5, 1.7, 2                | | Kioto, Kioto                           | 2015   |                                                                                 |
| Paisaje rural de Hinenosho Ōgi (日根荘大木の農村景観 Hinenosho Ōgi no nōson keikan?) | 1.1, 1.8, 2                | | Izumisano, Osaka                       | 2013   |                                                                                 |
| Paisaje cultural de la mina de Ikuno y paisaje urbano (生野鉱山及び鉱山町の文化的景観 ikuno kōzan oyobi kōzanmachi no bunkateki keikan?) | 1.6, 1.7, 1.8, 2           | | Asago, Hyōgo                           | 2014   |                                                                                 |
| Paisaje cultural del hinterland de Asuka (奥飛鳥の文化的景観 Oku-Asuka no bunkateki keikan?) | 1.1, 1.5, 1.8, 2           | | Asuka, Nara                            | 2011   |                                                                                 |
| Terrazas de arroz de Aragijima y paisaje de la aldea de montaña rural de Mita/Shimizu (蘭島及び三田・清水の農山村景観 aragijima oyobi Mita Shimizu no nōsanson keikan?) | 1.1, 1.8, 2                | | Aridagawa, Wakayama                    | 2013   |                                                                                 |
| Paisaje cultural de fabricación de hierro de Tatara y terrazas de arroz en Okuizumo (奥出雲たたら製鉄及び棚田の文化的景観 okuizumo tatara seitetsu oyobi tanada no bunkateki keikan?)                                                                                        | 1.1, 1.2, 1.5, 1.6, 1.8, 2 | | Okuizumo, Shimane                      | 2014   |                                                                                 |
| Terrazas de arroz y paisaje rural de Kashihara (樫原の棚田及び農村景観 Kashihara no tanada oyobi nōson keikan?) | 1.1, 1.8, 2                | | Kamikatsu, Tokushima                   | 2010   |                                                                                 |
| Danbata (campos en terrazas) de Yusumizugaura (遊子水荷浦の段畑 Yusumizugaura no danbata?) | 1.1                        | | Uwajima, Ehime                         | 2007   |                                                                                 |
| Terrazas de arroz de Okuuchi, paisaje de la aldea montañosa y agrícola (奥内の棚田及び農山村景観 Okuuchi no tanada oyobi nōsanson keikan?) | 1.1                        | | Matsuno, Ehime                         | 2017   |                                                                                 |
| Puerto de Kure y paisaje urbano de pesca (久礼の港と漁師町の景観 Kure no minato to ryōshi machi no keikan?) | 1.4, 1.5                   | | Tosa, Kōchi                            | 2011   |                                                                                 |
| Paisaje cultural de la cuenca del río Shimanto. Aldeas de las montañas hacia la región de la cabecera (四万十川流域の文化的景観 源流域の山村 Shimantogawa ryūiki no bunkateki keikan genryūiki no sanson?)                                                                   | 2                          | | Tsuno, Kōchi                           | 2009   |                                                                                 |
| Paisaje cultural de la cuenca del río Shimanto. Aldeas y terrazas de arroz de las montañas en la región río arriba (四万十川流域の文化的景観 上流域の山村と棚田 Shimantogawa ryūiki no bunkateki keikan jōryūiki no sanson to tanada?)                                       | 2                          | | Yusuhara, Kōchi                        | 2009   |                                                                                 |
| Paisaje cultural de la cuenca del río Shimanto. Circulación y tráfico entre las aldeas agrícolas y montañosas en la región río arriba (四万十川流域の文化的景観 上流域の農山村と流通・往来 Shimantogawa ryūiki no bunkateki keikan jōryūiki no nōsanson to ryūtsū ōrai?)     | 2                          | | Nakatosa, Kōchi                        | 2009   |                                                                                 |
| Paisaje cultural de la cuenca del río Shimanto. Circulación y tráfico entre las aldeas agrícolas y montañosas en la región río del medio (四万十川流域の文化的景観 中流域の農山村と流通・往来 Shimantogawa ryūiki no bunkateki keikan chūryūiki no nōsanson to ryūtsū ōrai?) | 2                          | | Shimanto, Kōchi                        | 2009   | A river dam made of five concrete pylons and metal shutters.                    |
| Paisaje cultural de la cuenca del río Shimanto. Vocaciones, circulación y tráfico en la región río abajo (四万十川流域の文化的景観 下流域の生業と流通・往来 Shimantogawa ryūiki no bunkateki keikan karyūiki no nariwai to ryūtsū ōrai?)                                     | 2                          | | Shimanto, Kōchi                        | 2009   | A wide river in a green mountain landscape.                                     |
| Paisaje rural de Kubote (求菩提の農村景観 Kubote no nōson keikan?) | 1.1, 1.8, 2                | | Fukuoka                                | 2012   |                                                                                 |
| Terrazas de arroz de Warabino (蕨野の棚田 Warabino no tanada?) | 1.1                        | situadas en una pendiente empinada en forma de herradura frente al norte del monte Hachiman (八幡岳 hachimandake?); superficie: 34 ha, altura del escalón promedio: 3-5 m; altura del escalón máximo 8 m. | Karatsu, Saga                          | 2008   |                                                                                 |
| Paisaje cultural de la isla Hisaka (Gotō) (五島市久賀島の文化的景観 Gotō-shi Hisakajima no bunkateki keikan?) | 1.3, 1.8, 2                | | Gotō, Nagasaki                         | 2011   |                                                                                 |
| Paisaje cultural de Kuroshima (Sasebo) (佐世保市黒島の文化的景観 Sasebo-shi Kuroshima no bunkateki keikan?) | 1.1, 1.8, 2                | | Sasebo, Nagasaki                       | 2011   |                                                                                 |
| Paisaje cultural de las islas Ojika (小値賀諸島の文化的景観 Ojikashotō no bunkateki keikan?) | 1.7, 1.8                   | | Ojika, Nagasaki                        | 2011   |                                                                                 |
| Paisaje isleño en Shinkamigoto (新上五島町崎浦の五島石集落景観 Shinkamigotō-chō Sakiura no gotōishi shūraku keikan?) | 1.6, 1.8, 2                | | Shinkamigotō, Nagasaki                 | 2012   |                                                                                 |
| Paisaje cultural de Kitauonome (Shinkamigotō) (新上五島町北魚目の文化的景観 Shinkamigotō-chō Kitauonome no bunkateki keikan?) | 1.2                        | | Shinkamigotō, Nagasaki                 | 2012   |                                                                                 |
| Paisaje con terrazas retenidas por la cantería en Sotome (Nagasaki) (長崎市外海の石積集落景観 Nagasaki-shi sotome no ishizumi shūraku keikan?) | 1.1, 1.8, 2                | | Nagasaki, Nagasaki                     | 2012   |                                                                                 |
| Paisaje cultural de la isla Hirado (平戸島の文化的景観 Hiradoshima no bunkateki keikan?) | 1.1, 1.5, 1.8              | | Hirado, Nagasaki                       | 2010   |                                                                                 |
| Paisaje con acequia de Tsūjun y terrazas de arroz de la meseta de Shiraito (通潤用水と白糸台地の棚田景観 Tsūjun yōsui to Shiraito daichi no tanada keikan?) | 1.1, 1.5, 2                | El vertido de agua del puente de Tsūjun es uno de los 100 paisajes sonoros de Japón | Yamato, Kumamoto                       | 2008/9 | A stone arch bridge.                                                            |
| Paisaje cultural de Sakitsu e Imatomi (Amakusa) (天草市﨑津・今富の文化的景観 Amakusa-shi sakitsu imatomi no bunkateki keikan?) | 1.4, 1.7, 1.8              | | Amakusa, Kumamoto                      | 2011   |                                                                                 |
| Paisaje cultural de la bahía de Misumi (三角浦の文化的景観 musimuura no bunkateki keikan?) | 1.5, 1.7, 1.8, 2           | | Uki, Kumamoto                          | 2015   |                                                                                 |
| Aldea de Ontayaki (小鹿田焼の里 Ontayaki no sato?) | 2                          | | Hita, Ōita                             | 2008   | A plate with a spiral pattern in the middle and a stripe pattern along the rim. |
| Paisaje rural de Tashibunoshō Osaki (田染荘小崎の農村景観 Tashibunoshō Osaki no nōson keikan?) | 1.1, 1.8, 2                | | Bungotakada, Ōita                      | 2010   |                                                                                 |
| Paisaje de vapor y aguas termales de Beppu (別府の湯けむり・温泉地景観 Beppu no yukemuri onsenchi keikan?) | 1.5, 1.6, 2                | | Beppu, Ōita                            | 2012   |                                                                                 |
| Terrazas de arroz de Sakamoto y paisaje de la aldea de montaña rural de Sakatani (酒谷の坂元棚田及び農山村景観 sakatani no sakamoto tanada oyobi nōsanson keikan?) | 1.1, 1.3, 2                | | Nichinan, Miyazaki                     | 2013   |                                                                                 |